# Кривушенко Ігор Миколайович
Ігор Кривушенко (біл. Ігар Крывушэнка, нар. 10 лютого 1964, Мінськ) — радянський та білоруський футболіст, що грав на позиції захисника. По завершенні ігрової кар'єри — тренер. З 2019 року очолює тренерський штаб команди «Персікабо 1973».
Дворазовий чемпіон Білорусі (як тренер). Дворазовий володар Кубка Білорусі (як тренер).

## Ігрова кар'єра
У дорослому футболі дебютував 1982 року виступами за команду «Динамо» (Мінськ), в якій провів два сезони. 
Згодом з 1985 по 1989 рік грав у складі команд «Хімік» (Гродно), «Взуттєвик», «Алга» (Фрунзе) та «Актюбинець».
Своєю грою за останню команду привернув увагу представників тренерського штабу клубу «Металург» (Алдан), до складу якого приєднався 1990 року. Відіграв за алданських металургів наступні три сезони своєї ігрової кар'єри.
Протягом 1995—1996 років захищав кольори клубів «Динамо» (Якутськ) та «Селенга».
Завершив ігрову кар'єру у команді «Торпедо-Кадино», за яку виступав протягом 1997 року.

## Кар'єра тренера
Розпочав тренерську кар'єру, ще продовжуючи грати на полі, 1995 року, увійшовши до тренерського штабу клубу «Динамо» (Якутськ). Згодом був граючим тренером й у «Торпедо-Кадино».
1999 року очолив мінську «Зміну», фарм-клуб БАТЕ. За два роки вже був головним тренером команди дублерів БАТЕ, а з 2003 року входив до тренерського штабу головної команди клубу з Борисова. З 2005 по 2007 рік очолював тренерський штаб команди, яку приводив до перемог у національної першості Білорусі 2006 і 2007 років.
Згодом протягом 2008–2011 років працював з мінським «Динамо», після чого протягом трьох сезонів тренував російський  «Сибір» і протягом сезону працював в Узбекистані з «Шуртаном».
2012 року повернувся на батьківщину, де очолив тренерський штаб команди «Торпедо-БелАЗ». Працював з «автозаводцями» до 2017 року, в якому змінив Олександра Хацкевича на посаді очільника тренерського штабу збірної Білорусі.
2019 року був звільнений з посади у збірній і повернувся до клубної роботи, ставши головним тренером індонезійського «Персікабо 1973».

## Титули і досягнення

### Як тренера
- Чемпіон Білорусі (2):

БАТЕ: 2006, 2007
- Володар Кубка Білорусі (2):

БАТЕ: 2005-2006
«Торпедо-БелАЗ»: 2015-2016